# قفاز المحار

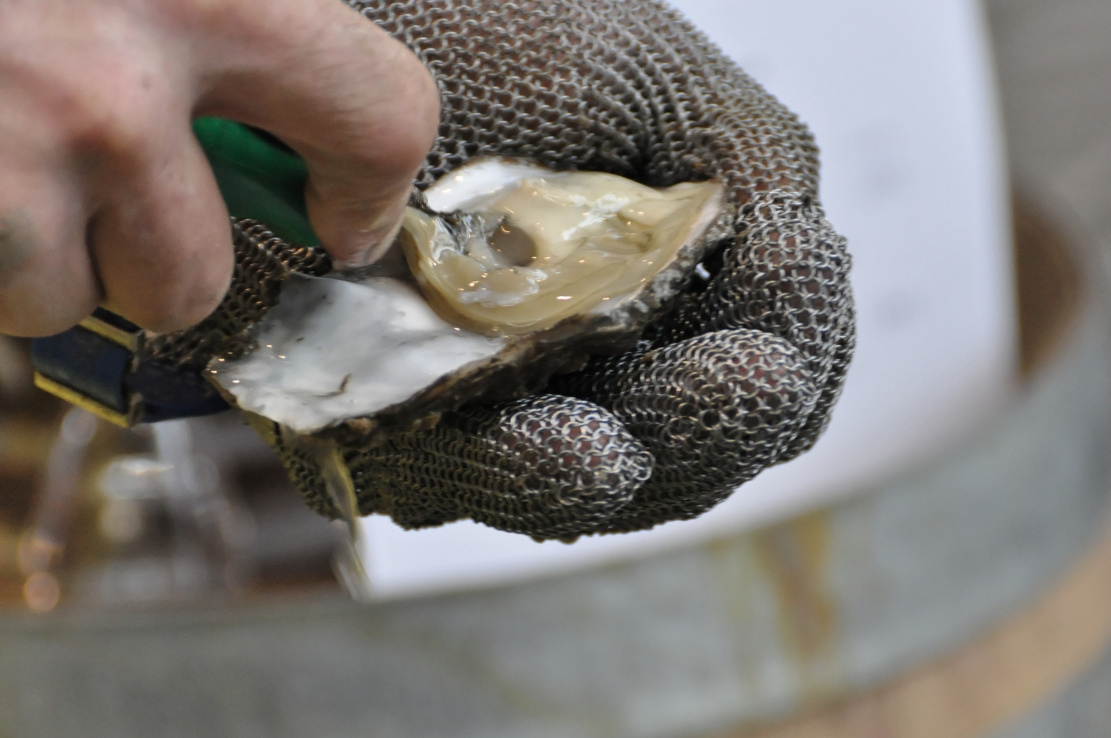
قفاز المحار

قفاز المحار هو قفاز من نوع خاص يُرتدي لحماية اليد الحاملة للمحار عند فتحه باستخدام سكين المحار. يُرتدي قفاز المحار في اليد الحاملة للمحار فقط. ويُصنع  هذا القفاز علي النحو التقليدي من جلود النخيل الثقيلة؛ ولكن الآن أصبح يُصنع من السلاسل.